# James Helme Sutcliffe
James Helme Sutcliffe (* 26. November 1929 in Suzhou, China; † 11. Dezember 2000 in Berlin) war ein US-amerikanischer Komponist und Musikkritiker.

## Werdegang
Geboren 1929 im chinesischen Suzhou floh James Helme Sutcliffe 1941 nach dem Angriff Japans auf China mit seinen Eltern nach Australien, wo er am Geelong College bei George Logie Smith und später am Melbourne Conservatory bei Roy Shepherd seine erste musikalische Ausbildung erhielt (Klavier, Viola und Theorie).
Nach seiner Übersiedlung in die Vereinigten Staaten studierte er Klavier und Komposition an der Juilliard School in New York (Bachelor of Science Degree im Mai 1953) sowie an der Eastman School of Music. Nach einer vierjährigen Lehrtätigkeit an der Duquesne University in Pittsburgh setzte er ab 1961 seine Studien in Europa fort, zunächst als Korrepetitor in Zürich, später auch in Bayreuth und Köln.
Seit 1963 lebte er dauerhaft in Berlin und arbeitete neben seiner Tätigkeit als Komponist und Klavier-, Kompositions- und Theorielehrer vor allem als Musikkritiker für den Herald Tribune sowie für wichtige Opernzeitschriften wie Opera, Opera News, Opera Canada, Musical America und Opernwelt. Aufführung seiner Werke durch Musiker wie Steven Isserlis und Wolfgang Boettcher.

## Werke (Auswahl)
- Introduction and Allegro for String Orchestra
- Preludium and Chorale for Orchestra, 1957
- Sinfonietta, 1958
- Academic Festival March, 1965, UA 1967 zur Amtseinführung von Dean W. Colvard als Kanzler der University of North Carolina at Charlotte, seit 1992 ist ein Teil dieses Werkes zur offiziellen Hymne (Alma Mater) der Universität erklärt worden und erklingt zu allen festlichen Anlässen
- Der Tanzmeister für Streichorchester, 1993
- Avatar für Violoncello und Klavier, 1994, UA 1997 in London durch Steven Isserlis
- Five Haiku for Soprano and Chamber Orchestra
- Chorale Variations, In Memoriam Wolf Lange für Orgel, 1996
- Sonatina für Klavier, 2000
- Two Entertainments für Klavier, 2000

sowie zahlreiche Arrangements von Volks- und Weihnachtsliedern für diverse Besetzungen.